# ونس (شهر اتریش)
ونس (به آلمانی: Wenns) یک منطقهٔ مسکونی در اتریش است که در ناحیه ایمست واقع شده‌است. ونس ۲۹٫۶ کیلومتر مربع مساحت دارد ۹۶۲ متر بالاتر از سطح دریا واقع شده‌است.